# Näläntövaara
Näläntövaara är en kulle i Finland.   Den ligger i den ekonomiska regionen  Fjäll-Lappland  och landskapet Lappland, i den norra delen av landet, 800 km norr om huvudstaden Helsingfors. Toppen på Näläntövaara är 189 meter över havet.
Terrängen runt Näläntövaara är platt. Runt Näläntövaara är det mycket glesbefolkat, med 2 invånare per kvadratkilometer. Det finns inga samhällen i närheten. 